# Dumitru Evolceanu
Dumitru Evolceanu (n. 1 octombrie 1865, Botoșani, România – d. 28 iulie 1938, Timișoara, România) a fost un critic literar român.

## Biografie
S-a născut în Botoșani, a urmat liceul în orașul natal și a studiat apoi la Facultatea de Litere a Universității din Iași, pe care a absolvit-o în 1889. A urmat ulterior cursuri de specialitate la École pratique des hautes études și la Collège de France (1889-1891), la Universitatea din Bonn (1891-1892) și la Universitatea din Berlin (1892-1894). După ce s-a întors în țară, Evolceanu a fost angajat ca asistent universitar de limba și literatura latină la Facultatea de Litere a Universității din București. A devenit conferențiar în 1902 și apoi profesor în 1906, activând în această calitate până la ieșirea sa la pensie în anul 1935. A publicat articole de critică literară în revista Convorbiri Literare între anii 1894 și 1901 și studii de specialitate în revista Orpheus din 1924 până în 1927. A murit la Timișoara.

## Lucrări
- Istoria literaturii latine, vol. I (Literatura latină arhaică), 1899.